# Observator
Albums de The Raveonettes
Raven In The Grave
(2011) Pe'ahi
(2014)
Singles
1. Observations
Sortie : 25 juin 2012
2. She Owns the Streets
Sortie : 9 juillet 2012

Observations est le sixième album du duo danois The Raveonettes. Cet album est sorti le 11 septembre 2012. Il a connu des critiques pour la plupart positives. Cet album a été composé alors que Sune Rose Wagner sortait de dépression, et des personnes qu'il a pu observer lors de sa convalescence à l'hôpital.

## Liste des morceaux
| No | Titre                 | Durée |
| -- | --------------------- | ----- |
| 1. | Young and Cold        | 3:21  |
| 2. | Observations          | 4:30  |
| 3. | Curse the Night       | 3:21  |
| 4. | The Enemy             | 3:40  |
| 5. | Sinking With the Sun  | 3:31  |
| 6. | She Owns the Streets  | 3:02  |
| 7. | Downtown              | 2:49  |
| 8. | You Hit Me (I'm Down) | 3:45  |
| 9. | Till the End          | 3:22  |